# 5e régiment de spahis marocains
Pour les articles homonymes, voir 5e régiment.
Le 5e régiment de spahis marocains est une unité appartenant à l'Armée d'Afrique qui dépendait de l'Armée de terre française. Créé pendant la Seconde Guerre mondiale comme unité à cheval, réduit à deux escadrons en 1946, il est recréé en 1950 pendant la guerre d'Indochine comme régiment blindé.

## Création et différentes dénominations
- 1er avril 1943 : formation du 5e régiment de spahis marocains (5e RSM)
- avril 1946 : dissous, forme deux escadrons autonomes, rattachés au 1er et 2e groupes d'escadrons autonomes de spahis algéro-marocains (GEASAM)
- février 1948 : les deux escadrons sont réunis dans le 5e groupe d'escadrons de spahis marocains (5e GESM)
- 1949 : renommé 5e groupe d'escadrons de spahis marocains (5e GESMP)
- janvier 1950 : redevient 5e RSM
- février 1955 : dissous

## Chefs de corps
- 1945 : lieutenant-colonel Sabarots[1]

- lieutenant-colonel de Bellegarde
- lieutenant-colonel Simon

## Seconde Guerre mondiale

### 1943
Le régiment est créé le 1er avril 1943 à partir d'éléments du 3e régiment de spahis marocains. Il est à l'origine une unité de souveraineté, destinée à maintenir l'ordre colonial en Afrique du Nord.
Il forme la 1re brigade de spahis, avec le 7e régiment de spahis algériens.

### 1944
Envoyée en France, la brigade est d'abord déployée pour rétablir l'ordre dans la région de Toulouse. Les spahis sont ensuite engagés en Alsace, puis dans la Forêt-Noire. Alors que les Allemands tiennent les axes, ils s'infiltrent dans le dispositif grâce à leurs chevaux et font tomber les défenses ennemies.

### De 1945 à nos jours
Le régiment participe ensuite à l'occupation de l'Allemagne, prenant garnison fin mai 1945 à Biberach. La 1re brigade de spahis est dissoute le 30 avril 1946 et forme deux groupes d'escadrons autonomes de spahis algéro-marocains (GEASAM), chaque groupe étant formé d'un escadron du 5e RSM et d'un escadron du 7e RSA. Les deux escadrons du 5e RSM continuent de porter l'insigne de leur régiment dissous,.
Les deux GEASAM sont réorganisés en février 1948 : les escadrons sont regroupés par nationalité et les deux escadrons marocains forment le 5e groupe d'escadrons de spahis marocains, stationné à Baden-Baden.
En 1949, le 5e groupe d'escadrons de spahis marocains est renommé 5e groupe d'escadrons de spahis marocains à pied (5e GESMP). Dans le cadre de la guerre d'Indochine, l'unité débarque le 28 septembre 1949 à Saïgon puis opère en Cochinchine.
Le 5e GESMP redonne naissance au 5e RSM en janvier 1950. Il est rééquipé avec deux pelotons de vedettes fluviales, deux escadrons d'automitrailleuses Panhard 178B (puis d'automitrailleuses M8 Greyhound et de half-tracks) et un escadron de Humber Scout Car. Ce dernier opère au Cambodge tandis que le reste du régiment est basé à Tây Ninh. Le régiment est renforcé de supplétifs et de commandos autochtones.
Le régiment est dissous le 1er février 1955, à l'issue de la guerre d'Indochine.

## Inscriptions sur l'étendard
Il porte, cousues en lettres d'or dans ses plis, les inscriptions suivantes :
- Indochine 1949-1954

## Décorations
Le régiment est décoré de la croix de guerre des TOE, avec une palme (citation à l'ordre de l'armée) pour sa participation à la guerre d'Indochine.

## Insigne
L'insigne du régiment, créé en 1945 et repris par le régiment en Indochine, est constitué d'une étoile à cinq branches marocaine vert sur fond bleu, avec le chiffre 5 doré au centre, chargée d'un étrier avec un morceau d'étrivière rouge (ressemblant à une flamme au jugement des ).